# دبليو. آي. توماس
دبليو. آي. توماس (بالإنجليزية: William Isaac Thomas)‏ هو عالم اجتماع وكاتب أمريكي، ولد في 13 أغسطس 1863 في مقاطعة روسيل في الولايات المتحدة، وتوفي في 5 ديسمبر 1947 في بيركيلي في الولايات المتحدة. طوّر وليام توماس وأثرَّ على استخدام المنهجيات التجريبية في الأبحاث الاجتماعية بمساعدة عالم الاجتماع البولندي فلوريان زانانيكي، وساهم في نظريات علم اجتماع الهجرة. واصل توماس صياغة مبدأ أساسي في علم الاجتماع معروف باسم نظرية توماس. أكد توماس من خلال نظريته على أنه «إذا اعتبر الرجال المواقف حقيقة، فنتائجها ستكون حقيقية أيضًا». اعتبر هذا المفهوم الاجتماعي بمثابة الأساس النظري لنظرية التفاعل الرمزي الذي أنشأه زملاء توماس ولا سيما في جامعة شيكاغو.

## سيرته الذاتية وحياته المهنية

### مطلع حياته
وُلد توماس في مزرعة بمقاطعة راسل في ولاية فرجينيا بتاريخ 13 أغسطس/ آب عام 1863، والدته سارة برايس توماس ووالده ثاديوس بيتر توماس وزير ميثودي من أصل بنسلفاني هولندي. انتقلت عائلته إلى نوكسفيل قرب جامعة تينيسي عندما كان يافعًا لأن والده أراد تحسين الفرص التعليمية لأبنائه.

### التعليم
درس توماس الأدب الكلاسيكي في جامعة تينيسي بداية من عام 1880، وحصل على شهادة البكالوريوس منها. أصبح في عام 1884 أستاذًا مساعدًا في اللغة الإنجليزية واللغات الحديثة. قام توماس أيضًا بتدريس دورات في اللغات اليونانية واللاتينية والفرنسية والألمانية والتاريخ الطبيعي أثناء وجوده في نوكسفيل. اهتم بالأثنولوجيا والعلوم الاجتماعية بعد أن قرأ كتاب مبادئ هربرت سبنسر في علم الاجتماع.
تزوج توماس من زوجته هارييت بارك في عام 1888. التحق بالجامعات الألمانية في برلين وجوتنجن لمتابعة دراسات الأدب الكلاسيكي والحديث بين 1888 إلى 1889. زاد اهتمامه بعلم الأعراق وعلم الاجتماع خلال فترة وجوده في ألمانيا جراء تأثره بالعلماء الألمان مثل فيلهلم فونت.
درّس توماس عند عودته إلى الولايات المتحدة في عام 1889 في كلية أوبرلين في ولاية أوهايو بين عامي 1889 و1895 كأستاذ للغة الإنجليزية ثم لعلم الاجتماع.
دُعي توماس في عام 1894 لتدريس فصل في علم الاجتماع في جامعة شيكاغو حيث يوجد أبرز قسم لعلم الاجتماع في الولايات المتحدة. انتقل في العام التالي إلى جامعة شيكاغو بشكل دائم من أجل متابعة الدراسات العليا في علم الاجتماع وعلم الإنسان في قسم علم الاجتماع الجديد في الجامعة، حيث حصل على درجة الدكتوراه عن أطروحة في اختلاف التمثيل الغذائي بين الجنسين في عام 1896. عاد إلى أوروبا بعد الانتهاء من أطروحته لإجراء دراسات ميدانية عن مختلف المشاكل العرقية والثقافية استعدادًا لإجراء دراسة مقارنة حول الجنسيات الأوروبية لكنه لم ينتهِ منها.

#### حياته المهنية في جامعة شيكاغو
درّس توماس علم الاجتماع وعلم الإنسان في جامعة شيكاغو على مدار 25 عامًا تقريبًا، فقد أصبح مدرسًا في عام 1895، وأستاذًا مساعدًا في عام 1896، وأستاذًا مشاركًا في عام 1900، وأستاذًا في عام 1910. وشارك من عام 1895 حتى عام 1917 في تحرير مجلة علم الاجتماع الأمريكية.
شهد عام 1907 نشر أول أعمال توماس الرئيسية تحت عنوان الجنس والمجتمع. وعلى الرغم من التحيز البيولوجي الذي يعتبره كثيرون في هذه الأيام تحيزًا جنسيًا لكن الكتاب كان متطورًا في وقته. توقع توماس في كتاب الجنس والمجتمع أن يكون تفكير المرأة على مستوى أعلى من تفكير الرجل «بسبب مكرها» وقدرة «التحمل الكبيرة لديها».
أجرى توماس بحثًا خلال العقد التالي بين عامي 1908 و1918 وبدأ التعاون مع فلوريان زانيكي في عام 1913 لتأليف كتاب حمل عنوان (الفلاح البولندي في أوروبا وأمريكا). استخدم هذا العمل إطارًا منهجيًا تجريبيًا رائداً في ذلك الوقت وعرض أفكار التنظيم الاجتماعي أو الفوضى.
قُبض على توماس في عام 1918 في فضيحة بسبب علاقته مع زوجة ضابط في الجيش الأمريكي. وعلى الرغم من إسقاط التهم بموجب القانون لكن سمعة توماس الأخلاقية والأكاديمية تضررت بشكل كبير وطرد من جامعة شيكاغو قبل أن يقر قرار المحكمة.

### حياته المهنية بعد الفضيحة
استمر توماس في إلقاء محاضرة في المدرسة الجديدة للأبحاث الاجتماعية في مدينة نيويورك حيث تمكن من التواصل مع علماء الاجتماع من الجيل الأصغر الذين ساعدوا توماس في نهاية المطاف على استعادة سمعته الحسنة.
أطلق توماس في عام 1923 أول عمل حمل اسمه بعد الفضيحة. درس كتاب الفتاة غير الناضجة: جنوح الإناث (خاصة فيما يتعلق بالجنس بالهدف المادي والجنس الاعتيادي) من خلال تركيزه على التنشئة الاجتماعية وكيف يصور المجتمع الجنس بالنسبة للنساء الشابات وكيف يؤثر ذلك على سلوكهنَّ. يعتبر توماس هذه التنشئة الاجتماعية بمثابة «تعريف لحالة الفرد» وهو أول تطبيق معروف عن نظرية توماس.
انتخب توماس في عام 1927 رئيسًا للجمعية الاجتماعية الأمريكية. انتمى حينها إلى مجموعة تسمى باسم المدرسة الأولى لعلماء الاجتماع جنبًا إلى جنب مع فرانكلين هنري جيدنجز وإدوارد روس وتشارلز كولي وألسويرث فارس. شارك توماس في عام 1928 في تأليف كتاب حمل عنوان (الطفل في أمريكا) إلى جانب دوروثي سوين توماس.

## اهتماماته النظرية
بدأ توماس مسيرته المهنية بالتركيز على دراسات وصف الأعراق البشرية والدراسات الاجتماعية على نطاق واسع، ولكن أصبح يشارك بشكل أكبر مع تقدمه المهني في دراسات علم الاجتماع ذات النطاق الأصغر.
كتب توماس موضحًا مجالات اهتمامه: «الجوانب النفسية والاجتماعية لتاريخ الثقافة، علم النفس الاجتماعي المتعلق بالأعراق والقوميات والطبقات والمجموعات المشتركة، المواقف الثقافية المختلفة والعصور التاريخية، تطور شخصية الأفراد الطبيعيين والمجرمين والمرضى النفسيين وخاصة فيما يتعلق بالحالات الثقافية ومدى الخبرة الموضحة في تاريخ حياتهم، والتي قد تكون في شكل سيرة ذاتية ودراسات قضايا معينة ووجهات نظر، وما إلى ذلك (لم يستخدم مصطلح التحليل النفسي بسبب المعنى الذي اكتسبه هذا المصطلح» كتب توماس عن علماء الاجتماع الذين تأثر بهم: «لا أشعر أنني قد تأثرت كثيرًا بأيٍّ من معلمي علم الاجتماع. كانت اهتماماتي في المجالات الثانوية وليس في مجال علم الاجتماع الاساسي لأنه كان قد نُظّم ودُرّس في ذلك الوقت، أي النهج التاريخي للبروفيسور سمول والاهتمامات العلاجية للعالم هندرسون».

## مساهمته في الأبحاث الاجتماعية ودراسات الهجرة
تلقى توماس منحة كبيرة من هيلين كالفر في عام 1908 عبر صندوق هيلين كالفر المموِّل لدراسات علم النفس العرقي. كان من المقرر أن تُستخدم المنحة لتمويل البحث عن حياة وثقافة المهاجرين لمدة عشر سنوات. استخدم توماس المنحة حتى عام 1918 للقيام بعدة رحلات إلى أوروبا بهدف دراسة خلفية مجموعات المهاجرين من أوروبا الشرقية. خطط في البداية لدراسة العديد من الجنسيات، ثم حدد دراسته بالمهاجرين من بولندا الذين شكلوا أكبر مجتمع عرقي واضح في شيكاغو. درس توماس اللغة البولندية لهذا الهدف، وأجرى مقابلات مع أفراد الجالية البولندية في شيكاغو، وقام برحلات ميدانية إلى بولندا.
استخدم توماس طرقًا للمقابلات الميدانية طورها علماء وصف الأعراق البشرية سابقًا لدراسة المجتمعات غير المتعلمة نظرًا لكونه رائدًا في مجال السير الذاتية في الدراسات الاجتماعية والهجرة. زعم توماس أن بعض القصص قد ألهمته لاستخدامها كمصادر أولية في علم وصف الأعراق البشرية. روى توماس أنه كاد يصاب بكيس قمامة ألقي من إحدى النوافذ بينما كان يسير في أحد أحياء شيكاغو. اصطدم الكيس بالأرض وفُتح على الرصيف واحتوى على رسالة كتبها مهاجر بولندي. أدت هذه الصدفة إلى تطوير توماس منهج سير ذاتية للبحوث الاجتماعية التجريبية التي شكلت جزءًا من إرثه الدائم في هذا المجال.
أمضى السنوات القليلة التالية في جمع التقارير الشفوية والمكتوبة من أفراد المجتمع البولندي في شيكاغو وكذلك من المواطنين البولنديين. استخدم توماس تقارير الصحف وأرشيف المنظمات والرسائل الشخصية والمذكرات والمستندات العامة التي حصل عليها من خلال وضع إعلانات في مطبعة شيكاغو مكتوبة باللغة البولندية، عرض على سبيل المثال 10 أو 20 سنتًا مقابل كل خطاب بريدي جمعه من بولندا. كان هذا النهج التجريبي المتمثل في استخدام السير الذاتية المباشرة لتحليل الأنماط الاجتماعية الكبيرة أحد التطبيقات التجريبية الأولية لعلم وصف الأعراق البشرية في دراسة علم الاجتماع.

## وصلات خارجية
- دبليو. آي. توماس على موقع الموسوعة البريطانية (الإنجليزية)

- مؤلفات دبليو. آي. توماس في مشروع غوتنبرغ
- أعمال أو نبذة عن دبليو. آي. توماس على أرشيف الإنترنت